# Royal Exhibition Building
El Palau Reial d'Exposicions de Melbourne, a Austràlia és un edifici catalogat com a Patrimoni de la Humanitat per la UNESCO des del 2004. Va ser construït per a acollir l'Exposició Universal de Melbourne (1880) i més tard va ser seu de la inauguració del primer Parlament d'Austràlia el 1901. Al llarg del segle XX seccions més petites i les ales de l'edifici van ser objecte de demolició i del foc, però, l'edifici principal, conegut com el Gran Palau, va sobreviure.